# Rwanda
Rwanda (officielt: Republikken Rwanda) er et land i det centrale Afrika. Det grænser op mod Den demokratiske republik Congo, Uganda, Tanzania og Burundi.

## Historie
Oprindelig var landet hovedsagelig beboet af tutsi- og hutustammerne samt twa/pygmæer.
I 1895 blev Rwanda en tysk koloni og var en del af Tysk Østafrika. Efter Tysklands sammenbrud efter 1. verdenskrig overgik kolonien til Belgien.
I 1959, tre år før selvstændigheden fra Belgien, styrtede majoriteten, hutuerne, med hjælp af kolonimagten Belgien, den regerende tutsi-konge. Over flere år blev tusindvis af tutsier med Belgiernes hjælp registreret og programmer for at splitte befolkningen blev iværksat, hvilket resulterede i, at Tutsier blev dræbt, og omkring 150.000 blev tvunget på flugt til nabolandene. Børn af disse flygtninge dannede en oprørsgruppe Rwandas Patriotiske Front, og startede en borgerkrig i 1990. Der blev indgået en våbenhvile, men i 1992 brød krigen ud igen. Krigen øgede modsætningerne, og i april 1994 blev Rwandas præsident Juvenal Habyarimana og Burundis præsident Cyprien Ntaryamira begge dræbt ved et mortérangreb på deres fly, da de vendte tilbage til Kigali efter at have deltaget i en fredskonference i Tanzania. Attentatet var direkte påskud til at iværksætte en plan, der lå til grund for et folkemord, hvor den siddende regering beordrede udryddelse, der over de følgende 3 måneder kostede 800.000 tutsier og moderate hutuer livet.
Tutsi-rebellerne overvandt hutu-regimet, og folkemordet sluttede i juli 1994 og kostede over 1 million tutsi livet. Omkring 2 millioner hutuer flygtede til nabolandene, da de frygtede repressalier. De fleste er senere vendt tilbage.